# Monte Spina (Campania)
Il monte Spina (o Montespina) è un vulcano quiescente italiano situato a Napoli, nel complesso dei Campi Flegrei, in Campania.

## Geografia
Il monte Spina è un duomo di lava che si trova sul bordo meridionale del cratere di Agnano e che è costituito dal camino vulcanico del vulcano.

## Eruzione del 4100 BP
L'attività eruttiva del monte Spina Agnano-Monte Spina è datata a 4100 anni BP (2100 a.C.) con 40Ar/39Ar e il Carbonio 14, nel periodo terminale dell'attività della caldera dei Campi Flegrei, che va dal 2800 a.C. al 1800 a.C. L'eruzione del 2100 a.C. è stata una fra le più violente della storia dei Campi Flegrei, con almeno cinque fasi di emissione di magma, colate di fango ed essenzialmente due forti emissioni piroclastiche, che hanno coperto un'area fino a 42 km distante sotto 10 cm di pomici. 
Anche se poco magma è stato finalmente emesso durante l'eruzione del monte Spina, l'interazione dell'acqua con il magma ha prodotto, già durante le prime fasi dell'eruzione forti emissioni di materiale piroclastico, poi ricoperto da surge dovuti al collasso della colonna magmatica, interrotta dal ritorno di quantità di acqua nel condotto vulcanico. L'apertura di condotti magmatici in fratture nel suolo, poi invasi dall'acqua, produsse ripetutamente durante l'eruzione esplosioni e diffusione di materiale eruttivo. In seguito, una colonna alta 23 km si alzò, per poi collassare ricoprendo una vasta area di prodotti piroclastici. 
Dopo la fase esplosiva, una grande produzione di ceneri, eruttate nell'atmosfera e portate dal vento, oscurò il cielo forti piogge erosero i depositi lungo le pendici del vulcano.
Il collasso dell'edificio vulcanico lungo una faglia sul suo versante nord-est, ha creato lo sprofondamento che è oggi la piana di Agnano.